# Иларион (Урс)
Епи́скоп Илари́он (рум. Episcop Ilarion, в миру Йоан Урс, рум. Ioan Urs; 4 марта 1955, село Реча, жудец Брашов, Румыния) — епископ Румынской православной церкви, епископ Фэгэрашский, викарий Сибиуской архиепископии (Трансильванская митрополия).

## Биография
Родился 4 марта 1955 года в коммуне Реча жудеца Брашов Румынии, в семье Николая и Марфы Урс.
С 1961 по 1969 год получил основное образование в родном селе, а в 1970—1973 годах — в автомобилестроительном профтехучилище города Сибиу. С 1977 по 1981 год обучался в Сибиуском индустриальном техникуме IPAS.
12 июня 1983 года поступил в Брынковянский монастырь в Сымбэта-де-Сус. 10 августа того же года официально принят в монастырскую братию. В том же году назначен экономом монастыря, каковым оставался до 2000 года. 18 июля 1984 года пострижен в рясофор, а 12 ноября того же года пострижен в монашество с наречением имени Иларион. 17 ноября 1984 года в митрополичьем соборе в Сибиу митрополитом Антонием (Плэмэдялэ) был рукоположен во иеродиакона для Монастыря Сымбэта-де-Сус.
С 1985 по 1989 год обучался в богословском институте в Сибиу.
15 августа 1987 года был рукоположен в сан иеромонаха. 10 июля 1992 года был поставлен в духовника. 15 августа 1994 года был возведён в достоинство протосинкелла, а 15 августа 1998 года — в сан архимандрита.
7 декабря 2000 года в связи с отъездом в США митрофорного архимандрита Иринея (Дувли) был определён настоятелем Монастыря Сымбэта-де-Сус. 20 января 2001 года назначен экзархом (благочинным) монастырей и скитов Сибиуской архиепископии. Оставался в данном качестве до своего избрания епископом.
15 февраля 2015 года епископ Андрей (Молдован) был назначен епископом Ковасненским и Харгитским, вследствие чего архиепископия Сибиу остался без викарного епископа. 7 мая 2015 года Синод Трансильванской митрополии тайным голосованием назначил архимандрита Илариона Урса кандидатом на вакантную должность наряду с архимандритом Макарием (Цуцулом), великим эклесиархом Кафедрального собора Сибиу. 3 июня 2015 года решением Священного Синода Румынской православной церкви 25 голосами из 40 был избран викарным епископом Сибиуской архиепископии с титулом «Фэгэрашский».
7 июня того же года в Монастыре Сымбэта-де-Сус состоялась его епископская хиротония, которую совершили: архиепископ Сибиуский и митрополит Трансильванский Лаврентий (Стреза), архиепископ Крайовский и митрополит Олтенийский Ириней (Попа), архиепископ Тимишоарский и митрополит Банатский Иоанн (Сележан), архиепископ Альба-Юльский Ириней (Поп), епископ Орадский Софроний (Дринчек), епископ Тулчинский Виссарион (Бэлцат), епископ Ковасненский и Харгитский Андрей (Молдован), епископ Девинский и Хунедоарский Гурий (Джорджу), епископ Синаитский Иероним (Крецу).